# Uysanus stali
Uysanus stali är en insektsart som först beskrevs av Gustaf Emanuel Haglund 1899.  Uysanus stali ingår i släktet Uysanus och familjen Flatidae. Inga underarter finns listade i Catalogue of Life.